# Metamphiascopsis hirsutus
Metamphiascopsis hirsutus är en kräftdjursart som först beskrevs av Thompson och Scott 1903.  Metamphiascopsis hirsutus ingår i släktet Metamphiascopsis och familjen Diosaccidae. Inga underarter finns listade i Catalogue of Life.